# Енциклопедичний стиль
Енциклопедичний стиль — жанр наукового стилю, стиль енциклопедичної статті, найбільш близький до науково-популярного стилю, але має деякі особливості: неупередженість, нейтральність і точність викладу інформації.
Енциклопедична стаття — наукова чи науково-популярна стаття, розміщена в енциклопедії, що надає короткі довідкові відомості про певний предмет (явище чи особистість).

## Особливості стилю
Енциклопедичний стиль має ряд загальних рис, що проявляються незалежно від характеру певних наук і відмінностей між жанрами висловлювання, що дає можливість говорити про специфіку стилю в цілому. Разом з тим цілком природно, що, наприклад, тексти з фізики, хімії, математики помітно відрізняються за характером викладу від текстів з філології, історії, філософії.
Стиль характеризується логічною послідовністю викладу, прагненням авторів до точності, стислості, однозначності, нейтральності при збереженні насиченості змісту.
1. Логічність — внутрішня закономірність, розумність, послідовність; стрункість внутрішньої будови викладу.[4]
2. Послідовність — систематичність, логічна обґрунтованість, відсутність суперечностей.[5]
3. Ясність — передбачає зрозумілість, чіткість, переконливість доступність викладу.[6]
4. Нейтральність — відсутність яскравих негативних чи позитивних оцінок.[7]
5. Неупередженість — відсутність обманної, негативної, заздалегідь сформованої думки, упередження проти кого-, чого-небудь.[8]

## Лексика стилю
Оскільки провідною формою наукового мислення є поняття, майже кожна лексична одиниця в енциклопедичному стилі позначає поняття або абстрактний предмет. Точно й однозначно називають спеціальні поняття наукової сфери спілкування і розкривають їх зміст лексичні одиниці — терміни.

## Приклад стилю
|                                  | Енциклопедія — довідкове видання, що містить узагальнені основні відомості з однієї, кількох чи всіх галузей знань та практичної діяльності, викладені у вигляді статей, розташованих ... в систематичному порядку. |
| — Велика українська енциклопедія | |